# 石本統吉
石本 統吉（いしもと とうきち、1907年10月15日 ‐ 1977年2月20日）は、日本の映画監督、映画プロデューサー、実業家。

## 人物
東京出身。第一映画社で伊藤大輔、溝口健二の劇映画の編集を担当。鈴木伝明、中野英治が出演した劇映画『名物三人男』『ある駅の出来事』『与太者サーカス』を監督。芸術映画社で長期ロケを刊行した記録映画『雪國』を監督し、文部大臣賞を受賞。日本映画社ジャカルタ撮影所次長兼製作部長をへて、戦後、人員整理が始まっていた日本映画社でSF劇映画『空気の無くなる日』を製作。日映科学映画製作所を設立した後、記録映画『結核の生態』、『せんたく』、『火と炎』ほかの製作に対して、第3回ブルーリボン賞受賞。

## 経歴
- 1907年10月15日生まれ。國學院大學卒業。日活の製作部長だった永田雅一が川口松太郎、溝口健二らとともに設立した第一映画社に入る。
- 1935年、第一映画社で、伊藤大輔の『お六櫛』、溝口健二『マリヤのお雪』の編集を担当。同年、『名物三人男』を監督。
- 1936年、第一映画社で『ある駅の出来事』『与太者サーカス』を監督。
- 1939年、芸術映画社で監督した記録映画「雪国」が公開される。
- 1941年、中国南部の大河を題材にした記録映画『珠江』（芸術映画社＝中華電影公司）の演出を他2名とともに担当した後、徴用される。
- 1942年3月1日、陸軍のジャワ島上陸部隊に随行する宣伝班に日活多摩川のキャメラマン糸田頼一、撮影助手菊地周らと加わる。ジャカルタのムルティフィルム・バタヴィアを接収。ニュース映画を製作した[1]。同年10月1日に設立されたジャワ映画公社（理事長＝大宅壮一）の製作部長となる。ニュース映画は製作。この間、宣伝班に参加した阿部知二、武田麟太郎らと知り合う。
- 1943年4月1日、ジャワ映画公社の解体に伴って設立された日本映画社ジャカルタ撮影所次長、兼製作部長となる。撮影スタッフには、戦後石本が製作を担当した、『生きているパン』、『結核の生態』を撮影する小林米作がいた[1]。
- 1948年、日本映画社で、奥山大六郎監督、太田仁吉原作、小林米作撮影の『生きているパン』（18分・35ミリ・白黒）を製作。
- 1949年、日本映画社で、伊東寿恵男監督『空気の無くなる日』（51分・35ミリ・白黒）、太田仁吉監督・吉見泰脚本『あげはちょう』（21分・35ミリ・白黒）を製作。
- 1950年、日本映画社で、太田仁吉・樺島清一監督・脚本『いねの一生』（21分・35ミリ・白黒）を製作。「イタリヤ映画のリアリズム」を『映画新潮』誌8月号に「わからない教育映画」を『映画教育』誌11月号に掲載。
- 1951年、日映科学映画製作所設立。『いねの一生』がカンヌ映画祭に出品される。自ら製作した映画について書いた「世界一の大馬鹿映画『いねの一生』」を『日本評論』誌4月号に発表。
- 1953年、日映科学映画製作所の『結核の生態』、『せんたく』、『火と炎』ほかの製作に対して、第3回ブルーリボン賞受賞。同年4月25日、教育映画製作者連盟が発足し、初代理事長となる。事務局長に阿部慎一。
- 1955年、「よい教育映画はなぜ出来ないか」を『新しい学校』誌10月号に発表。
- 1958年、「社会教育映画とその製作」を『文部時報』誌通号972号に発表。奥山大六郎監督『受胎の神秘』（新東宝配給）を製作。